# Laguna de la Azufrera
Laguna de la Azufrera är en sjö i Chile.   Den ligger i regionen Región de Antofagasta, i den norra delen av landet, 1 000 km norr om huvudstaden Santiago de Chile. Laguna de la Azufrera ligger 4 237 meter över havet. Arean är 4,3 kvadratkilometer. Den sträcker sig 2,2 kilometer i nord-sydlig riktning, och 3,8 kilometer i öst-västlig riktning.
Trakten runt Laguna de la Azufrera är ofruktbar med lite eller ingen växtlighet. Runt Laguna de la Azufrera är det mycket glesbefolkat, med 2 invånare per kvadratkilometer.